# Schizostachyum pingbianense
Schizostachyum pingbianense är en gräsart som beskrevs av Chi Ju Hsueh, Y.M.Yang och Tong Pei Yi. Schizostachyum pingbianense ingår i släktet Schizostachyum och familjen gräs. Inga underarter finns listade i Catalogue of Life.